# 木村正英 (武士)
木村 正英（きむら まさひで）は、江戸時代後期の旗本安藤家用人。木村家は本多正勝の長男正好の子孫である。

## 生涯
文化3年（1806年）、旗本安藤家の重臣木村正輝の次男として誕生。
明治元年（1868年）、維新後は新政府に帰順して朝臣となった安藤家家中で家老格に準じた。明治3年（1870年）、版籍奉還後に帰順朝臣の禄制改定が行われると安藤家の家臣層は主従離別となり、正英は武蔵国小平に隠棲。明治20年（1887年）、死去。
木村家では屋敷内に東照宮(徳川家康)を祀って祭神としていたと云う。